# (4306) Дунаевский
(4306) Дунаевский (лат. Dunaevskij) — типичный астероид главного пояса, открыт 24 сентября 1976 года советским астрономом Николаем Черных в Крымской астрофизической обсерватории и 25 апреля 1994 года назван в честь советского композитора и дирижёра Исаака Дунаевского.

## Обнаружение и именование
(4306) Дунаевский
Открыт 24 сентября 1976 года в Научном Н. С. Черных.
Назван в память о выдающемся советском композиторе Исааке Осиповиче Дунаевском (1900—1955), хорошо известном своими многочисленными опереттами, песнями и партитурами к фильмам.
Оригинальный текст (англ.)4306 Dunaevskij
Discovered 1976-09-24 by Chernykh, N. S. at Nauchnyj.
Named in memory of Isaak Osipovich Dunaevskij (1900—1955), prominent Soviet composer well known for his many operettas, songs and film scores.
Источники: DISCOVERY.DB; M.P.C. 23351.

## Орбита

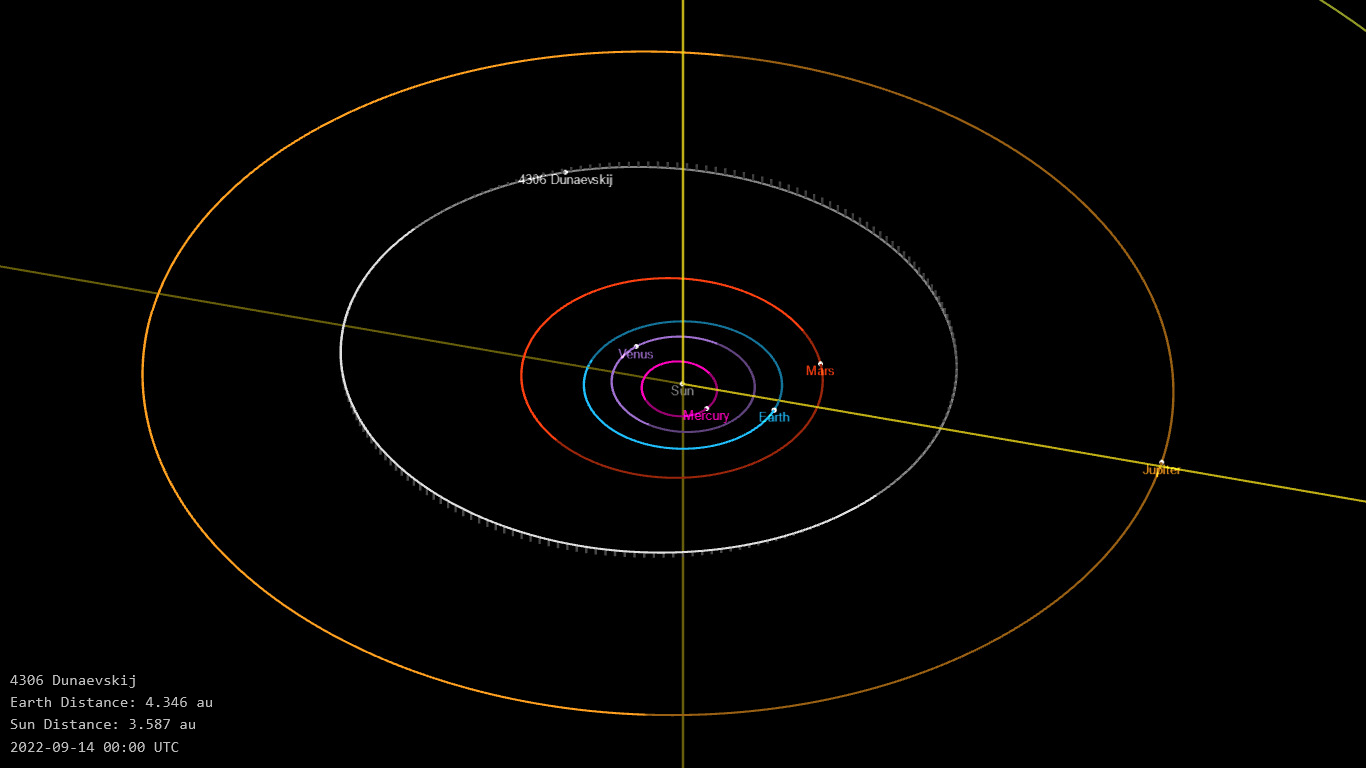
Орбита астероида Дунаевский и его положение в Солнечной системе

## Физические характеристики
Астероид относится к таксономическому классу C.
По результатам наблюдений в видимом и ближнем инфракрасном диапазоне космического телескопа NEOWISE диаметр астероида сначала оценивался равным 9,44±2,24 км, позже — 9,438±2,245 км. Согласно тем же источникам альбедо оценивается как
0,16±0,11 и 0,165±0,110.